# Uxantis consputa
Uxantis consputa är en insektsart som först beskrevs av Stsl 1870.  Uxantis consputa ingår i släktet Uxantis och familjen Flatidae. Inga underarter finns listade i Catalogue of Life.